# 올랜도 솔라 베어스
| 올랜도 솔라 베어스 |                                                         |
| 콘퍼런스           | 동부 콘퍼런스                                           |
| 디비전             | 사우스 디비전                                           |
| 설립연도           | 2012년                                                  |
| 해체연도           |                                                         |
| 역사               | 올랜도 솔라 베어스 (2012년~현재)                        |
| 경기장             | KIA 센터                                                |
| 연고지             | 플로리다주 올랜도                                       |
| 상징색             | 솔저 퍼플, 시 폼 그린, 선셋 오렌지, 선라이즈 골드, 하양 |
| 구단주             | 올랜도 프로 하키 오퍼레이션즈 L.P.                      |
| 단장               | -                                                       |
| 감독               | 앤서니 노린                                             |
| NHL 제휴           | 토론토 메이플리프스                                     |
| AHL 제휴           | 토론토 말리스                                           |
| 정규시즌 우승      | -                                                       |
| 콘퍼런스 우승      | -                                                       |
| 디비전 우승        | -                                                       |
| 켈리 컵            | -                                                       |
| 영구 결번          | -                                                       |

올랜도 솔라 베어스(Orlando Solar Bears)는 미국 플로리다주 올랜도를 연고지로 하는 ECHL의 동부 콘퍼런스 사우스 디비전 소속 아이스 하키팀이다.

## 역대 홈경기장
| 올랜도 솔저 베어스 |             |          |                   |                             |
| 경기장             | 사용기간    | 수용인원 | 장소              | 비고                        |
| KIA 센터           | 2012년~현재 | 17,353명 | 플로리다주 올랜도 | 암웨이 센터 (2012년~2023년) |